# Stutthofprocessen

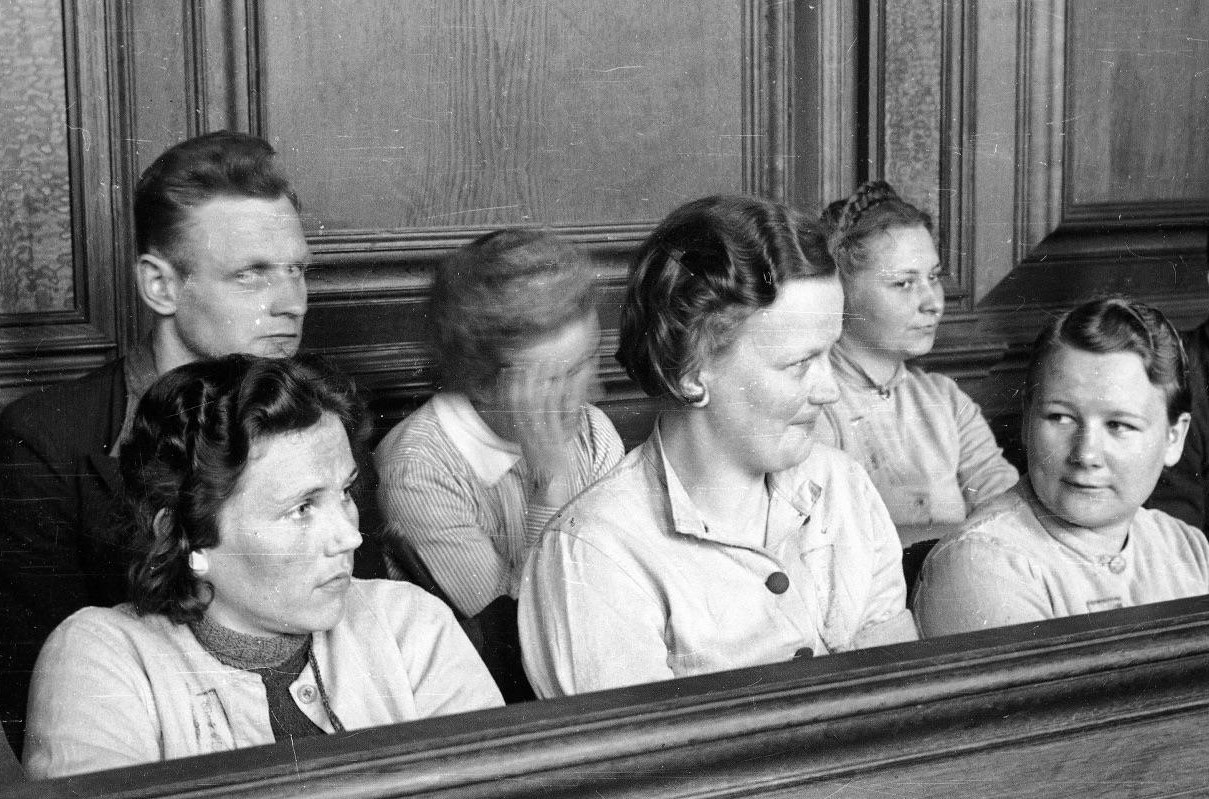
Vrouwelijke bewakers van het concentratiekamp Stutthof tijdens het proces in Gdańsk. Voorste rij v.l.n.r. Elisabeth Becker, Gerda Steinhoff, Wanda Klaff. Tweede rij v.l.n.r. Erna Beilhardt, Jenny-Wanda Barkmann

Bij de Stutthofprocessen werden de oorlogsmisdadigers berecht die tijdens de Tweede Wereldoorlog actief waren in concentratiekamp Stutthof.

## Eerste proces
Het eerste proces werd gehouden in Gdańsk, Polen, van 25 april 1946 tot 31 mei 1946. Tijdens het proces werden dertien ex-medewerkers van het kamp Stutthof en Bromberg-Ost berecht. Alle aangeklaagden werden schuldig bevonden. Elf werden ter dood veroordeeld, waaronder Stutthof-commandant Johann Pauls, terwijl de andere twee gevangenisstraf kregen toegewezen.

### Veroordeelden
| Veroordeelden        | Straf                | Executie    |
| -------------------- | -------------------- | ----------- |
| Johann Pauls         | Doodstraf            | 4 juli 1946 |
| Gerda Steinhoff      | Doodstraf            | 4 juli 1946 |
| Josef Reiter         | Doodstraf            | 4 juli 1946 |
| Wanda Klaff          | Doodstraf            | 4 juli 1946 |
| Waclaw Kozlowski     | Doodstraf            | 4 juli 1946 |
| Jenny-Wanda Barkmann | Doodstraf            | 4 juli 1946 |
| Fanciszek Szopinski  | Doodstraf            | 4 juli 1946 |
| Ewa Paradies         | Doodstraf            | 4 juli 1946 |
| Jan Breit            | Doodstraf            | 4 juli 1946 |
| Tadeusz Kopczynski   | Doodstraf            | 4 juli 1946 |
| Elisabeth Becker     | Doodstraf            | 4 juli 1946 |
| Erna Beilhardt       | Vijf jaar gevangenis | -           |
| Kazimierz Kowalski   | Drie jaar gevangenis | -           |

## Tweede proces
De tweede berechting vond plaats van 8 oktober tot 31 oktober 1947. Vierentwintig officieren en bewakers van Stutthof werden berecht, en evenzoveel werden schuldig bevonden. Tien van hen werden geëxecuteerd op 22 oktober 1948:
- Kurt Dietrich
- Karl Eggert
- Ewald Foth
- Theodor Meyer
- Alfred Nikolaysen (kapo)
- Albert Paulitz
- Fritz Peters
- Hans Rach
- Paul Wellnitz
- Karl Zurell

Tot gevangenisstraf werden veroordeeld:
- Erich Thun: levenslang
- Wilhelm Vogler: 15 jaar
- Eduard Zerlin: 12 jaar
- Oskar Gottchau: 10 jaar
- Adolf Grams: 10 jaar
- Emil Wenzel: 10 jaar
- Werner Wöllnitz: 10 jaar
- Johannes Görtz: 8 jaar
- Karl Reger: 8 jaar
- Martin Stage: 8 jaar
- Josef Wennhardt: 8 jaar
- Adalbert Wolter: 8 jaar
- Walter Englert: 3 jaar
- Hugo Ziehm: 3 jaar

## Derde proces
Tijdens deze rechtszaak (5 november - 10 november 1947) werden twintig officieren en bewakers berecht. Een van hen werd onschuldig verklaard. Er werd geen doodstraf opgelegd.
Onschuldig bevonden:
- Hans Tolksdorf

Gevangenisstraf:
- Karl Meinck: 12 jaar
- Gustav Eberle: 10 jaar
- Erich Jassen: 10 jaar
- Adolf Klaffke: 10 jaar
- Otto Schneider: 10 jaar
- Otto Welke: 10 jaar
- Willy Witt: 10 jaar
- Johann Lichtner: 5 jaar
- Heinz Löwen: 5 jaar
- Erich Stampniok: 5 jaar
- Ernst Thulke: 5 jaar
- Alfred Tissler: 5 jaar
- Nikolaus Dirnberger: 4 jaar
- Hans Möhrke: 4 jaar
- Harry Müller: 4 jaar
- Johann Sporer: 4 jaar
- Friedrich Tessmer: 4 jaar
- Richard Timm: 4 jaar
- Nikolai Klawan: 3 jaar

## Vierde proces
Het laatste proces waarbij officieren uit Stutthof berecht werden, vond plaats van 19 december tot 29 december 1947. Zevenentwintig mensen werden voorgeleid, van wie er één onschuldig werd verklaard. De doodstraf werd niet opgelegd.
Onschuldig bevonden:
- Franz Spillmann (kapo)

Gevangenisstraf:
- Willi Buth: levenslang
- Albert Weckmüller: 15 jaar
- Rudolf Berg: 10 jaar
- Fritz Glawe: 10 jaar
- Horst Köpke: 10 jaar
- Emil Lascheit: 10 jaar
- Kurt Reduhn: 10 jaar
- Josef Stahl: 10 jaar
- Waldemar Henke: 5 jaar
- Gustav Kautz: 5 jaar
- Hermann Link: 5 jaar
- Erich Mertens: 5 jaar
- Martin Pentz: 5 jaar
- Johann Pfister: 5 jaar
- Johannes Wall: 5 jaar
- Richard Akolt: 3 jaar
- Anton Kniffke: 3 jaar
- Christof Schwarz: 3 jaar
- Leopold Baumgartner: 7 maanden
- Gustav Brodowski: 7 maanden
- Bernard Eckermann: 7 maanden
- Ernst Knappert: 7 maanden
- Emil Paul: 7 maanden
- Walter Ringewald: 7 maanden
- Richard Wohlfeil: 7 maanden
- Johann Wrobel: 7 maanden